# Йохан Райнхард I фон Ханау-Лихтенберг
Йохан Райнхард I фон Ханау-Лихтенберг (на немски: Johann Reinhard I von Hanau-Lichtenberg) е граф на Ханау-Лихтенберг от 1599 до 1625 г.

## Биография
Роден е на 13 февруари 1569 година в Бич, Франция. Той е син на граф Филип V фон Ханау-Лихтенберг (1541 – 1599) и първата му съпруга графиня Лудовика Маргарета фон Цвайбрюкен-Бич (1540 – 1569), единствена дъщеря и наследничка на граф Якоб фон Цвайбрюкен-Бич (1510 – 1570) и съпругата му Катарина фон Хонщайн-Клетенберг (1520 – 1570).
Йохан Райнхард I посещава университета в Страсбург. След женитбата му той получава за резиденция дворец Бабенхаузен в Хесен. Той участва при коронизацията на император Матиас през 1612 г. и на император Фердинанд II 1619 г.
По време на управлението му през 1612 г. в градът резиденция Буксвайлер се основава Латинско училище (протестантска гимназия), което съществува до 1792 г. През 1613 г. се строи също градската църква в Буксвайлер.
Йохан Райнхард I умира на 19 ноември 1625 година в Лихтенберг в Долен Елзас на 56-годишна възраст и е погребан там.

## Фамилия
Първи брак: на 22 октомври 1593 г. във Вайкерсхайм с графиня Мария Елизабет фон Хоенлое-Нойенщайн-Вайкерсхайм (* 12 юни 1576; † 21 януари 1605, Вьорт ам Райн), дъщеря на граф Волфганг фон Хоенлое-Вайкерсхайм (1546 – 1610) и графиня Магдалена фон Насау-Диленбург (1547 – 1643), дъщеря на граф Вилхелм фон Насау и графиня Юлиана фон Щолберг. Двамата имат децата: 
- Филип Волфганг (1595 – 1641), граф на Ханау-Лихтенберг от 1625 г.
- Агата Мария (1599 – 1636), омъжена на 9 ноември 1623 г. за граф Георг Фридрих фон Раполтщайн (1594 – 1651)
- Анна Магдалена (1600 – 1673), омъжена на 27 ноември 1625 г. за граф Лотар фон Крихинген († 1629); I. през август 1633 г. за Ото Лудвиг фон Салм-Кирбург-Мьорхинген (1597 – 1634) и II. на 8 април 1636 г. за граф Фридрих Рудолф фон Фюрстенберг (1602 – 1655)
- Елизабет Юлиана (1602 – 1603)

Втори брак: на 17 ноември 1605 г. с графиня Анна фон Даун-Салм-Нойвайлер (1582 – 1636), дъщеря на вилд- и Рейнграф Фридрих фон Залм-Нойфвил († 1608). Бракът е бездетен.

## Галерия
- Пощенска карта с Латинското училище в Буксвайлер и портрет на Йохан Райнхард
- Дворец Бабенхаузен в Хесен (2009)
- Гробният камък на графиня Мария Елизабет фон Хоенлое, съпругата на граф Йохан Райнхард I в църквата на Буксвайлер